# Kyle Klubertanz
Kyle Klubertanz, född 23 september 1985, är en amerikansk ishockeyspelare som spelar för tyska Nürnberg Ice Tigers.
Säsongen 2009/2010 spelade Klubertanz i Djurgården Hockey. Säsongen 2010/2011 spelade Klubertanz för NHL-laget Montreal Canadiens organisation, men fick bara spela i farmarlaget. Den 1 juni 2011 skrev han på ett tvåårskontrakt med Djurgården.

## Meriter
- SM-silver med Djurgårdens IF 2010

1. ↑  ”Eliteprospects.com spelar-ID”. https://www.eliteprospects.com/player.php?player=9411. Läst 27 maj 2022.